# Stedlig mandatfordeling
Den stedlige mandatfordeling refererer til den geografiske fordeling af kredsmandater og tillægsmandater ved folketingsvalg i Danmark, dvs. undtaget Færøerne og Grønland. Fordelingen skal sikre, at alle dele af Danmark er repræsenteret i Folketinget. 

## Fordelingen
Det fremgår af folketingsloven, at 135 af de 175 valgte folketingsmedlemmer i Danmark er kredsmandater og at 40 er tillægsmandater.
Metoden til fastlæggelsen af mandaternes stedlige fordeling nævnes i folketingsvalglovens § 10, stk. 1. Heraf fremgår det, at indenrigsministeren efter offentliggørelse af folketallet hvert femte år, dvs. senest i 2020, fastsætter fordelingen på grundlag af forholdstal, der for hver landsdel beregnes som summen af landsdelens og storkredsens folketal, vælgertal og areal i kvadratkilometer ganget med 20. 
Ved den seneste beregning, der blev foretaget på baggrund af folketallet pr. 1. januar 2020, flyttedes et mandat fra Sydjyllands Storkreds i Landsdel Sjælland-Syddanmark til Københavns Storkreds i Landsdel Hovedstaden.

### Landsdele
Først fordeles de 175 mandater på de tre landsdele. Her lyder den aktuelle fordeling (pr. 2020):
- Landsdel Hovedstaden tillægges 51 mandater, heraf 40 kredsmandater og 11 tillægsmandater
- Landsdel Sjælland-Syddanmark tillægges 64 mandater, heraf 49 kredsmandater og 15 tillægsmandater
- Landsdel Midtjylland-Nordjylland tillægges 60 mandater, heraf 46 kredsmandater og 14 tillægsmandater[1]

### Storkredsene
Dernæst fordeles på samme måde de 135 kredsmandater på storkredsene i landsdelene. Ifølge folketingsvalgloven ligger det fast, at Bornholms Storkreds skal have to kredsmandater uanset indbyggertallet. Tillægsmandaterne beregnes som forskellen mellem det samlede mandattal i landsdelen og antallet af kredsmandater i landsdelen. 
Landsdel Hovedstaden:
- Københavns Storkreds: 17 kredsmandater
- Københavns Omegns Storkreds: 11 kredsmandater
- Nordsjællands Storkreds: 10 kredsmandater.
- Bornholms Storkreds: 2 kredsmandater.

Landsdel Sjælland-Syddanmark:
- Sjællands Storkreds: 20 kredsmandater.
- Fyns Storkreds: 12 kredsmandater.
- Sydjyllands Storkreds: 17 kredsmandater.

Landsdel Midtjylland-Nordjylland:
- Østjyllands Storkreds: 18 kredsmandater.
- Vestjyllands Storkreds: 13 kredsmandater.
- Nordjyllands Storkreds: 15 kredsmandater.

### Tillægsmandaterne
Landsdel Sjælland-Syddanmark har med 15 tillægsmandater flest, mens Landsdel Midtjylland-Nordjylland har 14 og Landsdel Hovedstaden 11. Disse fordeles ikke ud på storkredse,